# Duke Point Ferry Terminal
Das Duke Point Ferry Terminal ist ein Fährhafen in der kanadischen Provinz British Columbia. Er liegt am Northumberland Channel, einem Seitenarm der Straße von Georgia, in der Nähe der Stadt Nanaimo im Regional District of Nanaimo und der Tidenhub beträgt hier im Regelfall zwischen 1 und 4 Meter. Der Fährhafen bildet dabei unter anderem den südlichen Anfangspunkt des Highway 19.
BC Ferries (ausgeschrieben British Columbia Ferry Services Inc.), als der Hauptbetreiber der Fährverbindungen an der Westküste von British Columbia, betreibt von hier aus verschiedene Routen.
Nach einer Kollision der Fähre Coastal Inspiration mit dem Anleger war das Terminal in der Zeit vom 20. Dezember 2011 bis 30. April 2012 nicht in Betrieb. Die Verbindung nach Vancouver (über Tsawwassen) wurde in dieser Zeit über das Departure Bay Ferry Terminal betrieben. Die Kosten der Instandsetzung betrugen 2,2 Mio. C$.

## Routen
Von hier werden zurzeit folgende Ziele angelaufen:
- Vancouver (über Tsawwassen)